# Matt Pavelich
Matt Pavelich, kanadski hokejski sodnik, * 12. marec 1934, Park Hill Gold Mines, Ontario, Kanada. 
Pavelich je kanadski linijski sodnik. Leta 1987 je bil sprejet v Hokejski hram slavnih lige NHL. 

## Zgodnja kariera
Pavelich je začel soditi že pri 14 letih na nižjeligaških tekmah v mestu Sault Ste. Marie, Ontario. Pri 20 letih je postal najvišji sodnik lige Northern Michigan Intermediate League.
V sezoni 1955/56 je Pavelich delal v ligi AHL, 11. oktobra 1956 pa je z 22 leti debitiral v ligi NHL. Njegov starejši brat Marty Pavelich je igral za NHL moštvo Detroit Red Wings od leta 1947, in ob Pavelichevem debiju v ligi leta 1956 se je prvič v zgodovini lige dogodilo, da je bila v ligi prisotna bratska kombinacija igralec-sodnik.

## Kariera v NHL
V svoji prvi sezoni v ligi je bil deležen neprijetne situacije, saj so na tekmi končnice v dvorani Detroit Olympia navijači moštva Detroit Red Wings na led vrgli hobotnico. Pavelich je bil kot novinec v sodniških vrstah primoran očistiti led te sluzaste živali, kar je storil z vidnim gnusom, medtem ko so se kolegi sodniki smejali na njegov račun.
Pavelich se je upokojil po 31 letih aktivnega sojenja in 1.727 tekmah rednega dela sezone, kar je drugi najboljši dosežek za Neilom Armstrongom. Prav tako je sodil na 245 tekmah končnice, kar je drugi najboljši dosežek za Johnom D'Amicom. Po upokojitvi je Pavelich zavzel mesto nadzornika sodnikov lige NHL, podrejen je bil Scottyju Morrisonu. 
Leta 1987 je bil Pavelich kot prvi linijski sodnik sprejet v Hokejski hram slavnih lige NHL. 
Pavelich trenutno deluje v ligi UHL že svoje deveto leto. Delal je kot nadzornik sodnikov, kot tudi kot disciplinski sodnik v prvem delu sezone 1998/99.